# 托雷蒙塔尔沃
托雷蒙塔尔沃，是西班牙拉里奥哈自治区的一个市镇。总面积8平方公里，总人口22人（2001年），人口密度3人/平方公里。